# Philippe Perret
Philippe Perret (* 17. Oktober 1961 in La Sagne) ist ein ehemaliger Schweizer Fussballspieler und heutiger -trainer.
Perret begann als Stürmer, wechselte aber bald ins defensive Mittelfeld (Nummer 6). Während seiner gesamten Spielerkarriere spielte Perret nur für einen einzigen Klub, Neuchâtel Xamax. Er kam auf zwanzig Saisons mit 540 NLA-Spielen, in welchen er 27 Tore erzielte. Noch heute ist er Rekordspieler von Neuchâtel Xamax.
Perret kam zwischen 1983 und 1988 zu vierzehn  Einsätzen für die Schweizer Nationalmannschaft.
Als Trainer war er in den Vereinen Yverdon-Sport FC, FC Fribourg, FC La Chaux-de-Fonds und FC Serrières engagiert.
Von Juni 2008 bis Juni 2013 stellte er zusammen mit Robert Lüthi ein Trainer-Duo, welches den FC Biel-Bienne trainierte. Unter Perret/Lüthi wurden in der Folge gute Mittelfeldplätze und 2012/13 gar ein 4. Rang in der Challenge League erreicht. Der Vertrag wurde wegen interner Unstimmigkeiten im Sommer 2013 nicht verlängert.
Im Juli 2013 kehrte er zusammen mit Lüthi zum FC Fribourg zurück, wo Perret im Oktober 2015 entlassen wurde.
Perret trainierte anschliessend ab März 2016 nochmals Yverdon-Sport FC. Dort wurde er trotz einem zweiten Platz im März 2017 entlassen.
Ab Juli 2017 coachte er die Nachwuchsmannschaft Team Bejune U18, ein Team, das die Talente von Neuchâtel Xamax, dem Team Jura und dem FC Biel-Bienne zusammenbringt. Hier war Robert Lüthi wieder sein Co-Trainer.
Von Juli 2019 bis Juli 2021 trainierte Perret mit Co-Trainer Robert Lüthi die Nachwuchsmannschaft Xamax FCS U21. Seit Juli 2022 ist er Trainer des FC Coffrane.